# Surcouf (film, 1924)
Pour les articles homonymes, voir Surcouf (homonymie).
Pour plus de détails, voir Fiche technique et Distribution.
Surcouf est un film français réalisé en 1924 par Luitz-Morat, d'après le roman de Charles Cunat : Surcouf, roi des corsaires. Le scénario, d'Arthur Bernède est publié en feuilleton en 1925 dans Le Petit Parisien. Dans un article de ce quotidien, Maurice Bourdet loue avec enthousiasme Luitz-Morat, qui « depuis douze ans, et même plus, mène le bon combat pour le film français », Arthur Bernède, « le grand romancier populaire qui n'est plus à présenter », René Barberis, « dont il importe de souligner le patient et difficile travail de montage », Frank Daniau-Johnston, « à qui
nous devons de si claires et de si impressionnantes images », ainsi que les acteurs, « Jean Angelo, Surcouf d'impressionnante allure, Bourdelle, athlétique et vigoureux Marcof, Pierre Hot, noble Dutertre, [...] Antonin Artaud, qui donne un si puissant relief au traître Jacques Morel », Marie Dalbaïcin, qui campe une « étrange et lascive Madiana » et Jacqueline Blanc, « la reine des ingénues ».
Film en huit épisodes : Le roi des corsaires - Les pontons anglais - Les Fiançailles tragiques - Un cœur de héros - La chasse à l'homme - La lettre à Bonaparte - La morsure du serpent - La réponse de Bonaparte.

## Fiche technique
- Réalisation : Luitz-Morat, assisté de René Barberis
- Scénario :  Arthur Bernède, d'après le roman de Charles Cunat : Surcouf, roi des corsaires
- Direction artistique : Louis Nalpas
- Décors : Maurice Bompard, Gaston Lavrillier et Quenu
- Photographie : Frank Daniau-Johnston, Karémine Mérobian
- Société(s) de production :  Société des Cinéromans
- Société(s) de distribution : Pathé Consortium Cinéma
- Pays  :  France
- Format : Muet - Noir et blanc - 1,33:1 - 35 mm
- Genre : Aventure, , Cape et épée
- Durée : 8 épisodes de durée inconnue
- Date de sortie :	
  - France  : 13 février 1925

## Distribution
- Jean Angelo :  Robert Surcouf
- Antonin Artaud : Jacques Morel
- Jacqueline Blanc : Marie-Catherine Blaize de Maisonneuve
- Thomy Bourdelle : Marcof
- María Dalbaicín : Madiana
- Pierre Hot : Dutertre
- Émile Keppens : Surcouf père
- Daniel Mendaille : Bruce
- Louis Montfils : le commodore Rewington
- Georgette Sorelle : Lady Bruce
- Johanna Sutter : Tagore
- Marthe Vinot
- Fabien Haziza